# Antianorèctic
Antianorèctic és aquell fàrmac que estimula l'apetit. També s'anomena orexigen. Com a antianorèctic més característic cal destacar la ciproheptadina del grup de les amines psicotòniques, tot i que en els infants el seu efecte pot inhibir la secreció de l'hormona del creixement (somatotropina). Com estimulant de la gana sol ser indicat en persones de molt baix pes relacionat amb l'anorèxia nerviosa.